# Donji Ramići
Donji Ramići (en serbe cyrillique : Доњи Рамићи) est un village de Bosnie-Herzégovine. Il est situé dans la municipalité de Ključ, dans le canton d'Una-Sana et dans la fédération de Bosnie-et-Herzégovine. Selon les premiers résultats du recensement bosnien de 2013, il compte 23 habitants.

## Démographie

### Évolution historique de la population
| 1948 | 1953 | 1961 | 1971 | 1981 | 1991 | 2013 |
| ---- | ---- | ---- | ---- | ---- | ---- | ---- |
| -    | -    | 234  | 210  | 257  | 212  | 23   |

|  |